# Iker Urbina
Iker Urbina Fernández (Vitoria (Álava), 19 de agosto de 1977) es un abogado y político español de ideología independentista vasca.

## Biografía
Natural de Vitoria, Iker Urbina está licenciado en Derecho por la Universidad del País Vasco y es abogado de profesión.
Como abogado participó en la defensa de varios militantes de ETA y de los encausados de la organización juvenil abertzale Segi en el proceso judicial que llevó a cabo la Audiencia Nacional contra los mismos.

### Actividad política
Considerado afín a la izquierda abertzale, ha participado como independiente en varias candidaturas abertzales, como la que presentó Acción Nacionalista Vasca a las Juntas Generales de Álava en 2007.
En 2011 fue elegido cabeza de lista por Álava de la coalición electoral Amaiur, que agrupaba a la izquierda abertzale con Aralar, Eusko Alkartasuna y Alternatiba. En dichas elecciones su candidatura obtuvo el 19,11% de los sufragios, resultando elegido diputado.